# Vetlanda (gemeente)
Vetlanda is een Zweedse gemeente in Småland. De gemeente behoort tot de provincie Jönköpings län. Ze heeft een totale oppervlakte van 1608,9 km² en telde 26.531 inwoners in 2004.
Belangrijke industrie : Aluminium (Sapa, Elitfönster)
Het wapen van de gemeente Vetlanda laat een tarwehalm zien. Het Zweedse woord vete betekent tarwe.

## Plaatsen
| #  | Tätort                | Befolkning |
| -- | --------------------- | ---------- |
| 1  | Vetlanda (stad)       | 12 691     |
| 2  | Ekenässjön            | 1 551      |
| 3  | Landsbro              | 1 454      |
| 4  | Holsbybrunn           | 780        |
| 5  | Korsberga             | 731        |
| 6  | Myresjö               | 644        |
| 7  | Kvillsfors            | 560        |
| 8  | Sjunnen               | 417        |
| 9  | Skede                 | 345        |
| 10 | Björköby              | 312        |
| 11 | Pauliström            | 257        |
| 12 | Nye                   | 203        |
| 13 | Ramkvilla             | 160        |
| 14 | Farstorp              | 137        |
| 15 | Näshult               | 78         |
| 16 | Skirö                 | 77         |
| 17 | Flugeby               | 64         |
| 18 | Aspö                  | 51         |
| 19 | Hultanäs och Svartarp | 50         |